# 5292 Mackwell
Az 5292 Mackwell (ideiglenes jelöléssel (5292) 1991 AJ1) a Naprendszer kisbolygóövében található aszteroida. Shiozawa és Kizawa fedezte fel 1991. január 12-én.